# بیگانه‌گویی

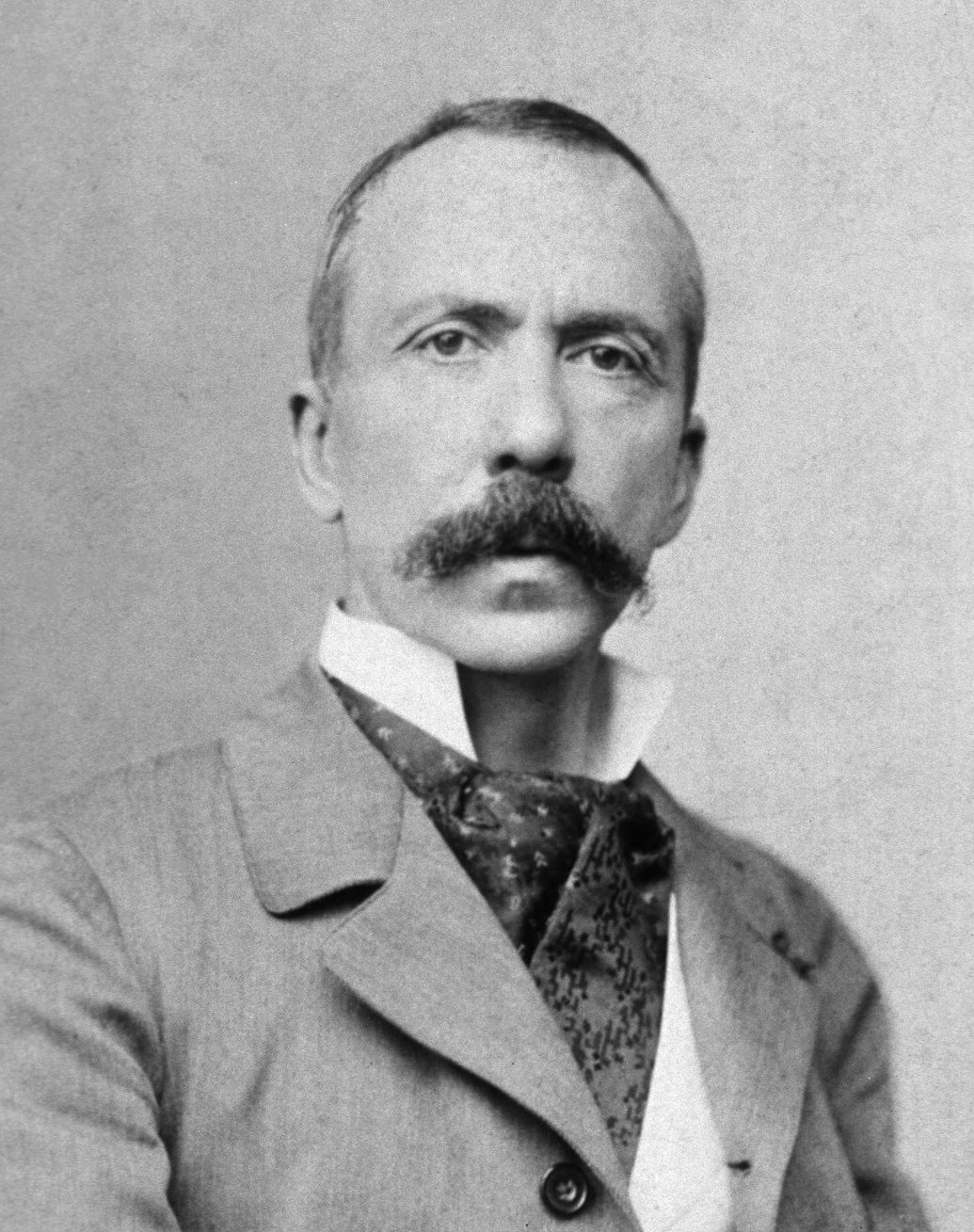
فراروان‌شناس فرانسوی شارل ریشه در سال ۱۹۰۵ اصطلاح بیگانه‌گویی را ساخت.

بیگانه‌گویی (انگلیسی: Xenoglossy یا xenoglossia) یا «زبان‌دانی بی‌آموزش»، به سخن‌گویی ناگهانی به زبان ناآموخته اشاره دارد.
بیگانه‌گویی پدیده‌ای است که در آن فرد بدون آن‌که زبانی را آموخته یا قبلاً با آن آشنا بوده باشد، به‌طور ناگهانی و خودبه‌خود به آن زبان سخن می‌گوید یا می‌نویسد. بیگانه‌گویی تاکنون هرگز در شرایط علمی به‌طور معتبر مشاهده نشده و بنابراین، عمدتاً در حوزهٔ فراروان‌شناسی جای می‌گیرد. روان‌پزشکی به نام ایان استیونسن مدعی است که پژوهش‌هایش وجود این پدیده را تأیید می‌کند، اما یافته‌های او مورد تأیید جامعهٔ علمی قرار نگرفته‌اند.
این پدیده معمولاً در بسترهای ماورایی، هیپنوتیزم، تجارب فراشعوری، یا عرفانی گزارش می‌شود و گاه در مطالعات مربوط به تناسخ، واسطه‌های روحی و روان‌کاوی عمقی بررسی شده است.
برای مثال، فردی که هرگز زبان سوئدی نیاموخته و تماس یا آموزش قبلی با آن نداشته، ناگهان در شرایط خاصی، با تسلط کامل به آن سخن می‌گوید.
تفاوت با آواگویی: در حالی که آواگویی نوعی گفتار بی‌معنا یا زبان ساختگی و ناشناخته است، بیگانه‌گویی معمولاً به استفاده واقعی و قابل‌شناسایی از یک زبان طبیعی و موجود اشاره دارد.

## تردیدها
گاه این پدیده به‌صورت پراکنده در افراد دارای نشانگان ساوانت (افرادی با ناتوانی ذهنی که در حوزه‌ای خاص، مهارت خارق‌العاده دارند) دیده می‌شود. با این حال، معمولاً تردید وجود دارد که آیا این سخن‌گویی واقعاً در زبان مورد نظر صورت گرفته است یا نه. گمان می‌رود که فرد صرفاً اطلاعاتی را که پیش‌تر در حافظه‌اش ذخیره شده، بدون درک معنای دقیق آن‌ها بازتولید می‌کند. همچنین ممکن است اطرافیان فرد، گفتاری نامفهوم یا نوعی آواگویی (زبان‌ورزی بی‌معنا) را به‌اشتباه زبان واقعی تشخیص دهند (چنان‌که مثلاً در مورد نویسندهٔ آمریکایی فیلیپ کی. دیک گزارش شده است).
در زمینهٔ مذهبی، واکنش‌ها نسبت به پدیدهٔ بیگانه‌گویی متفاوت است. در برخی گروه‌های مسیحی، به‌ویژه در شاخه‌های پنطیکاستی و کاریزماتیک، بیگانه‌گویی نوعی تجربهٔ مثبت و روحانی به‌شمار می‌رود (نگاه کنید به آواگویی مسیحی). اما در دیگر شاخه‌های مسیحیت، به‌ویژه در جریان‌های اصلاح‌طلبانه، گاهی این پدیده را امری شیطانی یا نشانه‌ای از تسخیرشدگی توسط نیروهای اهریمنی تلقی می‌کنند.
اگر فرد بتواند آن زبان ناشناخته را بنویسد، آن را بیگانه‌نویسی (Xenography) می‌نامند.